# Colanul cu inscripție runică (Tezaurul de la Pietroasa)
Colanul cu inscripție runică este cea mai însemnată piesă din aur masiv a Tezaurului de la Pietroasa, deoarece este singurul obiect care are un text gravat. Tezaurul este datat în secolul al IV-lea e.n. și a fost descoperit în anul 1837 în județul Buzău, comuna Pietroasele, Dealul Istrița. Colierul de aur a fost catalogat a fi, probabil, de origine romano-mediteraneană și are inscripționat pe el un text în limba gotică, în cel mai vechi alfabet runic, cunoscut sub denumirea Elder Futhark. 
Colanul reprezintă un subiect foarte important în mediile academice, fiind propuse mai multe teorii privitoare la originea sa, datarea și simbolistica ceremonială pe care o relevă. Textul gravat pe colan a suferit pagube ireparabile cu ocazia furtului tezaurului, din anul 1875, din Muzeul de Antichități din București, de către Dumitru Pantazescu-Popescu. Din această cauză inscripția se citește cu greutate, ea fiind supusă încercărilor de reconstrucție și interpretare, cu ajutorul imaginilor păstrate în monografia lui Alexandru Odobescu, publicată în perioada anilor 1889 - 1900, în limba franceză, intitulată „Le Trésor de Pétrossa”. Colanul inscripționat poate oferi o perspectivă asupra naturii religiei păgâne precreștine a goților. Alexandru Odobescu a propus a se citi astfel: Guthani ocwi hailag, ceea ce s-ar traduce prin - „Lui Odin -- Sciția (sau patria) consacrată”. Fiind cel mai studiat obiect al tezaurului, datorită inscripției sale, interpretarea cea mai apropiată de adevăr a textului „Gutan(e) Iowi hailag” este „lui Jupiter al goților consacrat”. 

## Origini
După cum a rezultat din interogatoriile ce au fost luate în anul 1838 celor care au descoperit tezaurul de la Pietroasa, a reieșit că aceștia au găsit un număr de 22 de obiecte, vase de aur, bijuterii și două inele cu inscripții. Când au fost descoperite, obiectele erau învelite într-o masă neagră de origine necunoscută, probabil un material organic ca pielea sau cârpa cu care au fost acoperite înainte de a fi îngropate. Din cele 22 de piese s-au recuperat doar 12 obiecte. Dintre toate, doar cinci au fost lucrate doar din aur: cana sau ibricul (oenochoe), platoul sau talerul cel mare, frânt în patru, patera sau sinia, cea cu decor în relief cu o statuetă ce ține un pahar în mâini, colanul cu inscripție cu rune gotice și colanul simplu. Celelalte șapte piese: patru fibule, două vase poligonale și un colan, au fost împodobite cu pietre prețioase. Se presupune că cele zece obiecte pierdute au fost patru colane din care două cu pietre prețioase, unul cu inscripție, o fibulă mică presupusă a fi pereche cu cea care s-a păstrat, o cană similară cu cana oenochoe, o pateră simplă nedecorată și două brățări cu pietre prețioase.

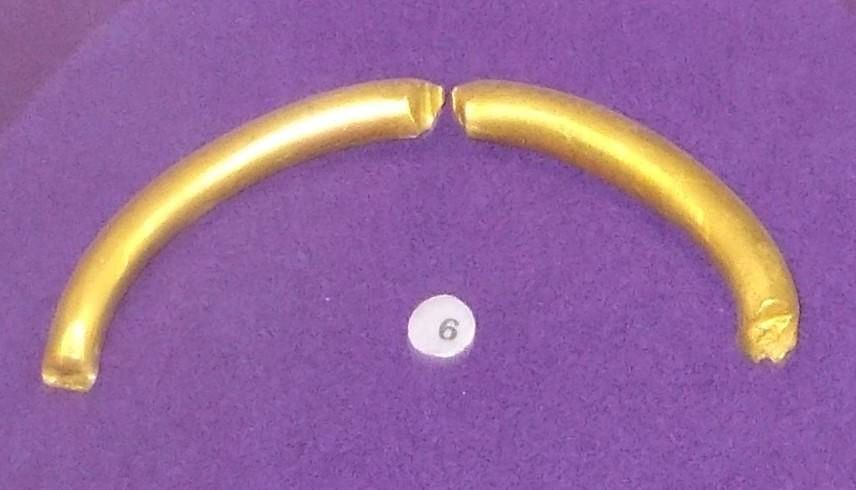
Colanul - astăzi

Colanul cu inscripție runică a scăpat nedeteriorat de toporul lui Anastase arnăutul (Verusi), dar el a fost mutilat iremediabil de Pantazescu. Cele 12 obiecte care au putut fi recuperate, au fost furate în anul 1875 de Dumitru Pantazescu-Popescu din Muzeul de Antichități din București. Ca urmare, colanul cu inscripție a fost tăiat cel puțin în patru bucăți de către argintarul Costache Constantinescu din București, caracterele runice înscrise fiind deteriorate până la a fi indescifrabile. Au fost salvate doar două fragmente care cuprindeau împreună inscripția. Tăietura care a fost făcută a deteriorat o literă aflată în mijlocul inscripției, fapt care a dat de lucru multor cercetători care s-au apucat s-o studieze. În ziua de astăzi, forma colanului este cunoscută doar din desenele și fotografiile care s-au realizat înainte de momentul nefast din anul 1875. Există o copie din argint făcută în anul 1884 de Paul Telge după aceleași desene. Din fericire, Societatea Arundel a făcut la Londra, cu ceva vreme înaintea furtului, fotografii detaliate ale colanului, astfel încât astăzi, caracterele au putut fi reconstituite cu un grad relativ de exactitate.
În afara lumii romane din Europa, acest tip de podoabă avea rădăcini străvechi. Colane de acest fel s-au descoperit încă din epoca bronzului în toate teritoriile începând din stepele nordice ale Pontului Euxin și până la Oceanul Atlantic. Au fost purtate de celți, sciți și popoarele germanice, ele fiind lucrate fie din aur, fie din argint sau bronz, cu fel și fel de decorații. Grecii și romanii nu aveau o așa tradiție a portului. Intrând în contact cu celții prin războaiele pe care le-au purtat, romanii au fost impresionați plăcut de colanele răsucite pe care aceștia le purtau în jurul gâtului. Ei le-au denumit torques. De aceea, romanii le-au preluat de la celți și le-au folosit cu predilecție ca recompense militare.
Prin faptul că întregul tezaur prezintă o calitate superioară a meșteșugului cu care au fost realizate obiectele care-l formează, cercetătorii sunt sceptici că acesta ar fi fost confecționat de populația indigenă. În anul 1879 când se înregistra una dintre primele lucrări privitoare la tezaur, Isaac Taylor a speculat ideea că obiectele ar fi o parte din câștigurile pe care goții le-au obținut ca urmare a incursiunilor pe care le făceau în provinciile romane Moesia și Tracia (perioada 238 - 251). Există și o altă teză timpurie pe care a propus-o Alexandru Odobescu în anul 1889, teorie pe care a preluat-o și Constantin C. Giurescu în anul 1976. Aceasta l-a identificat pe Athanaric, regele vizigoților ca proprietar de drept al tezaurului, fiind presupusă dobândirea lui în conflictul pe care Athanaric l-a avut în anul 369 cu Împăratul roman Valens. Catalogul Goldhelm din anul 1994, a adus ipoteza că obiectele componente ale tezaurului ar fi putut fi și cadouri pe care unii conducători germanici le-ar fi primit de la liderii romani.

### Cercetări recente

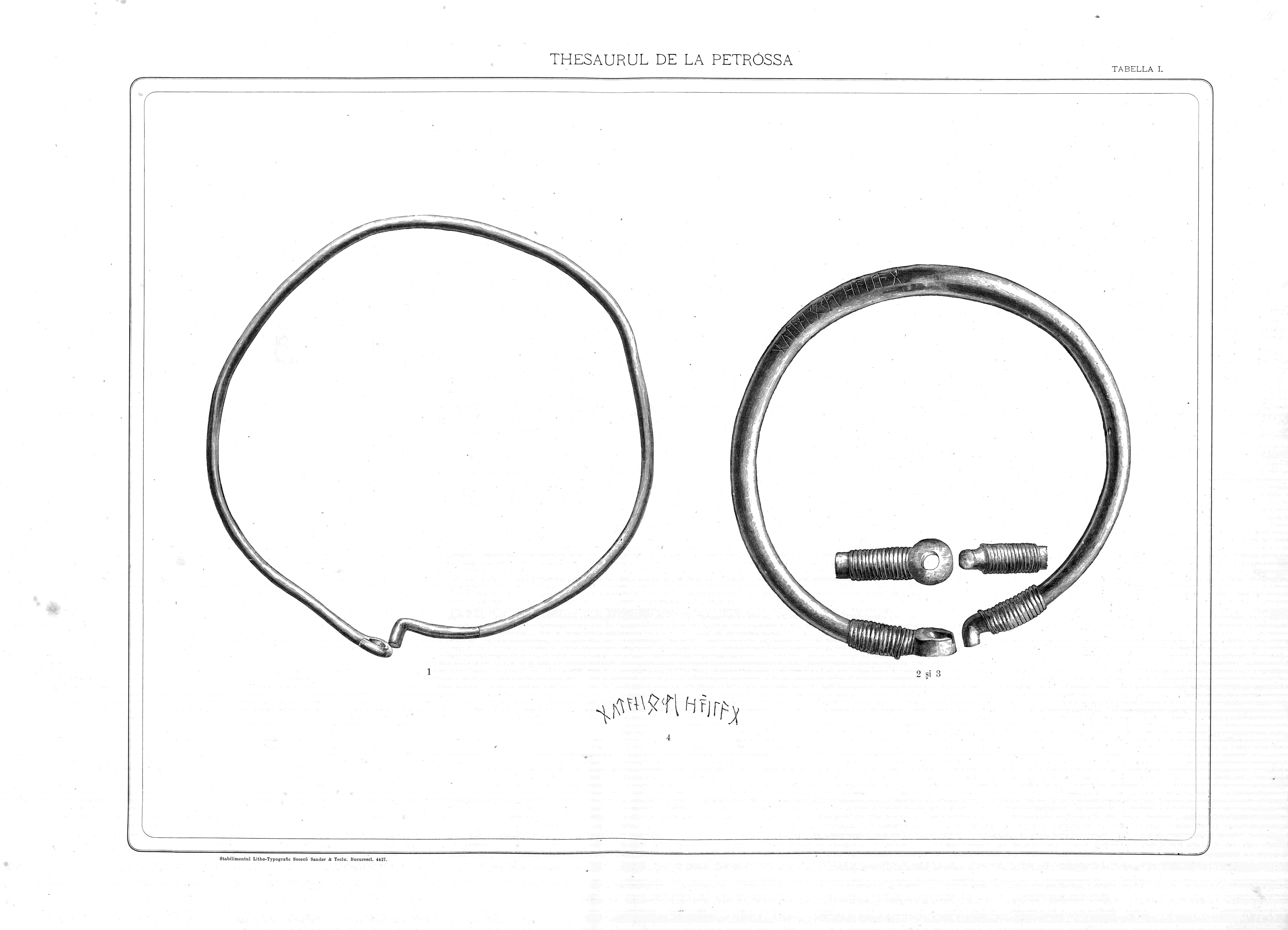
Colanul simplu și cel cu inscripție - stampa lui Alexandru Odobescu

În jurul anului 2000 s-au făcut studii asupra aurului în sine din care au fost realizate obiectele tezaurului. Rezultatele expertizelor au indicat cel puțin trei origini geografice diferite: Munții Urali din Sud, Nubia (Sudan) și Persia. Originea dacică a minereului a fost exclusă. Cu toate că V. Cojocaru a respins ipoteza că unele obiecte s-ar fi confecționat prin topirea monedelor imperiale romane, B. Constantinescu (2003) a ajuns la o concluzie diametral opusă.
S-au făcut și comparații între tehnicile de topire și forjare, compoziția minereului folosit și analiza tipologică anterioară. Rezultatul a indus ideea că aurul care s-a folosit pentru realizarea colanului cu inscripție runică poate fi clasificat ca fiind de origine celto-germanică, deoarece nu este la fel de pur ca cel greco-roman și nici așa de aliat ca cel care compun obiectele policrome germanice.
Toate aceste rezultate induc opinia că cel puțin o parte a tezaurului, inclusiv colanul cu inscripție, a fost realizată din aur extras din nordul Daciei. Acest fapt ar indica faptul că obiectele erau în posesie gotică înaintea migrației spre sud (vezi Cultura Sântana de Mureș-Cerneahov și Cultura Wielbark). Deși rezultatele date de experți pot pune sub semnul întrebării teoria tradițională care afirmă că acest colan cu inscripție are o origine romano-mediteraneană, sunt necesare cercetări suplimentare înainte ca originea aurului din care a fost realizat să fie identificată.

### Descriere și destinație

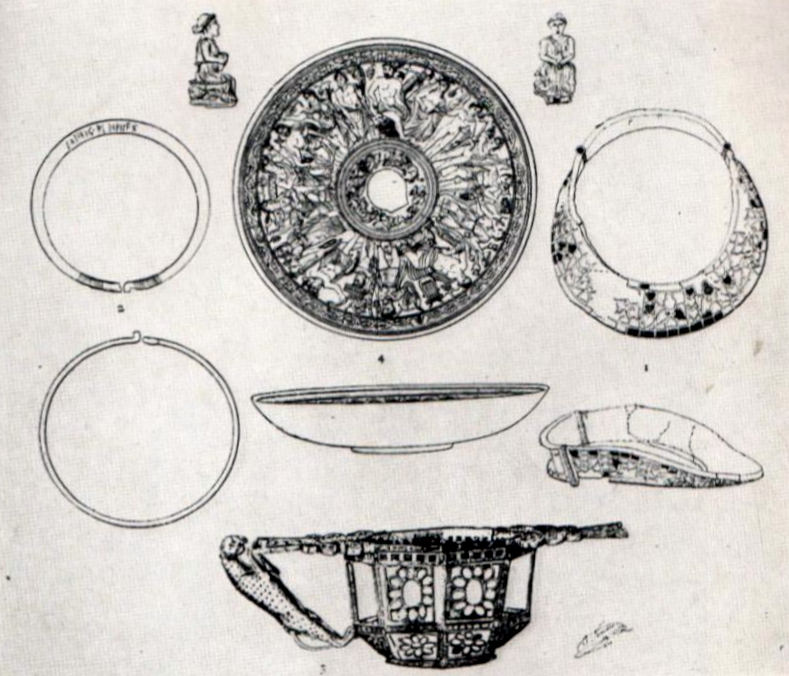
Desen, realizat de Ion Negulici, cu obiectele Tezaurului de la Pietroasa așa cum arătau ele în anul 1838

Colanul are circa 16 cm în diametru și a fost confecționat dintr-o bară groasă de 1.2 cm în partea din mijloc, fiind mai subțire la capete. Extremitățile au fost întărite cu un fir din aur, răsucit de 15-16 ori în spirală, alcătuind astfel cârligul și ochiul de închidere similar colanului simplu. În mijlocul colanului, pe exterior, a fost gravată o inscripție runică. A existat la un moment dat o presupunere că acest obiect ar fi fost folosit ca o verigă pe care se înșirau cănile folosite la băut la marile petreceri. Ipoteza, absolut inacceptabilă, a venit ca urmare a unei interpretări fanteziste prin care caracterele au fost considerate ca aparținând alfabetului grecesc vechi, textul fiind o urare χαίρε χαί πίγε, ce s-ar traduce fii vesel și bea. Ipotezele s-au succedat cu rapiditate. Astfel, colanul a fost socotit a fi o verigă de la ușa unui sanctuar, fapt nerealist deoarece închizătoarea este a unui colier sau a unei brățări, nu a unei încuietori. Ipoteza unei brățări așa numită armilla, a căzut și ea pentru că diametrul este mai mic decât al colanului simplu, însă mult mai mare ca a unei brățări care se fixează pe un braț, chiar musculos fiind. A fost numit colan deoarece este suficient de mare în diametru pentru ca să fi fost purtat la gât.
Faptul că obiectul poartă o inscripție gravată a dus la ideea că este vorba de un inel ce are un caracter sacru, adică o piesă în fața căruia se depuneau jurămintele. Această teză a fost susținută și de cercetătorii Mees în anul 2004 și MacLeod în 2006, care au adus ca argument faptul că astfel de inele au fost documentate de literatura veche norvegiană și de rezultatele arheologice privind siturile păgâne timpurii. Astfel de inele de jurământ erau complete și se țineau de către preoți în mână atâta timp cât dura ceremonia. Colanul cu inscripție de la Pietroasa este unul incomplet, el având capete cu mijloace de închidere. Ipoteza ceremonială este una exclusă prin însuși modul de confecționare, astfel încât a rămas ca probabilă doar destinația lui de obiect de podoabă personală.
Interpretările aduse de Mees și MacLeod au mai sugerat că textul inscripționat ar putea fi dovada închinării la zeița mamă a goților, așa cum apare ea și în mențiunile documentare din alte zone nordice ale germanicilor. Din aceste motive, singura importanță pe care colanul acesta o are față de toate celelalte obiecte componente ale tezaurului de la Pietroasa este inscripția runică pe care o poartă. Cei doi savanți au mai spus că apariția termenilor comuni care relevă „sfințenia” (wīh și hailag) pot desluși distincția dintre cele două concepte în limba gotică, concluzia ducând la ideea că obiectul inscripționat era unul sfânt prin el însuși și nu ca urmare a vreunei legături a lui cu vreo divinitate.

## Inscripția runică

### Reconstrucție și interpretare
Textul gravat pe colan are cincisprezece caractere runice. În momentul în care acesta a fost fărâmat prin lovituri de daltă, inscripția a fost împărțită pe cele două fragmente care au rezultat și care au rămas până în contemporaneitate spre studiu cercetătorilor. Pe un fragment de colan au rămas șase caractere și pe celălalt opt. Caracterul dintre fragmente a fost tăiat în două astfel încât, fiecare bucată de colan are o parte din el.
Interpretările textului runic s-au făcut de-a lungul timpului în cele mai diverse și mai fantastice moduri. Printre primele interpretări publicate este cea a prozatorului român Gheorghe Asachi care a precizat că textul folosește caractere din limba greacă veche și traducerea este fi vesel și bea. În anul 1847 a fost publicat un desen cu textul runic ce avea o greșeală strecurată în el. Au apărut interpretări care semnalau că semnele aparțineau scrierii pelasgă, euganee sau hunice. De abia în anul 1855, doi savanți din Copenhaga, D. Rafn și Julius Zacher, au identificat, separat și independent unul de altul, că semnele gravate aparțin runelor gotice. Amândoi au citit ultimul cuvânt al textului ca fiind hailag, interpretat ca sfânt, chiar dacă desenele pe care le aveau la dispoziție nu erau complete și nici cu totul exacte.
Alți savanți au urmat linia celor din Copenhaga și au adus alte ipoteze. Prima interpretare a fost făcută de profesorul german Rudolf Neumeister care a studiat obiectul real înainte de anul 1875 când a fost fărâmat de Pantazescu. El a citit pentru prima oară corect gutaniowi hailag sau gutani o wi hailag. Neumeister a propus câteva interpretări care au rămas discutabile. Propunerile lui, ca și interpretările celor care i-au urmat, s-au succedat de atunci până astăzi, ele diferind prin citirea altfel a vreunei litere sau prin alte moduri de grupare a runelor în cuvinte. Totul a escaladat după fărâmarea în două a textului din anul 1875, când litera a șaptea a fost distrusă parțial. Cercetătorul român Alexandru Odobescu a susținut că în text ar mai exista încă un caracter, un „<” ce este echivalent cu un „K” din limba română, după runa deteriorată. Cu acest supliment, Odobescu și-a adus și el contribuția la descifrarea textului în mai multe feluri.

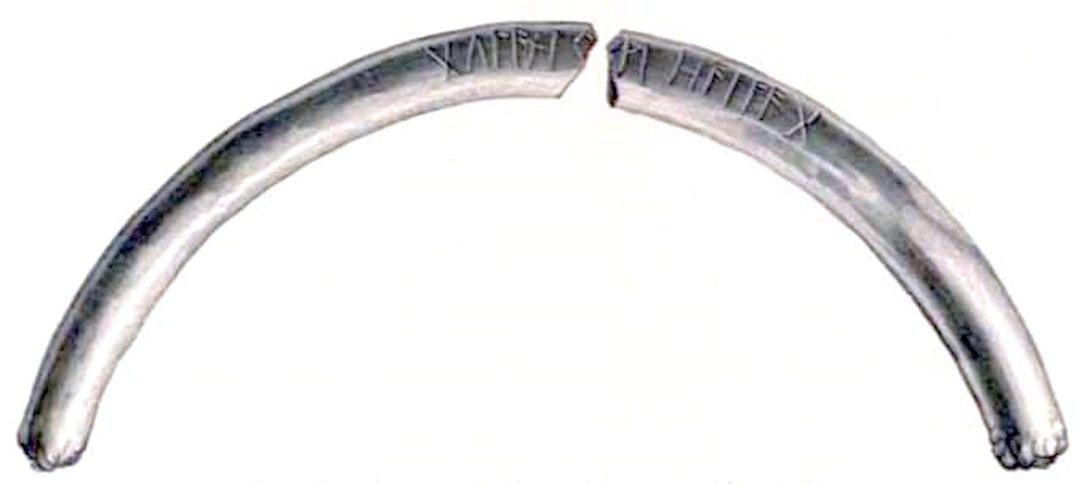
Ce a mai rămas din colanul original cu inscripție runică de la Pietroasa

Interpretarea care a rezistat cel mai mult de-a lungul timpului, acceptată de către cele mai competente autorități în domeniu, a fost cea a lui R. Loewe care a citit Gutan Iowi hailag, care se traduce în lui Jupiter al goților consacrat. Loewe a precizat că inscripția datează din secolul al III-lea e.n. și Iowi este dativul de la Iupiter-Iowis din limba latină, care reprezintă numele roman dat divinității germanice Donar.
Suedezul Carl Marstrander a fost cel care studiind, în anul 1929, semnul pe care Alexandru Odobescu l-a identificat cu runa „< (K)”, și-a exprimat opinia că semnul este restul unui semn mai vechi peste care cel care a gravat textul a trasat inscripția. Așadar, Marstrander a ajuns la o concluzie fabuloasă care spune că sub inscripția care este vizibilă astăzi, a existat o inscripție mai veche. El a explicat ipoteza că semnul identificat de Odobescu se mai vede, pentru că operațiunea de ștergere a vechii inscripții nu a reușit în totalitate, rămânând astfel urme ale acesteia. Ecaterina Dunăreanu-Vulpe a precizat că există confirmarea spuselor lui Marstrander prin existența la o distanță de un centimetru de ultima rună de pe colan, a unei alte rune, mică și incomplet trasată. După părerea ei, aceasta este o rămășiță a vechii inscripții care nu a fost ștearsă în totalitate.
În România a fost făcută o nouă descifrare a textului inscripționat de către Mihai Isbășescu, care a confirmat citirea a doua a lui Rudolf Neumeister: Gutani o wi hailag, și a adus o altă interpretare: al goților stăpân ereditar sacrosant, adică ocrotitor (stăpân), sfânt și inviolabil (sacrosant). În opinia lui Isbășescu, inscripția face aluzie la cel care avea tezaurul - regele. Textul gravat întărește, opinează cercetătorul, calitatea distinctivă a stăpânului, conferindu-i acestuia puterea magică de apărare, prin simpla prezență a runelor sacre.
Rolul colanului în raport analogic cu alte piese, respectiv semnificația de torques, este de netăgăduit, și prezența inscripției indică importanța majoră al acestuia. Cuvântul hailag, care înseamnă sfânt, a fost recunoscut de toți analiștii, savanți în domeniu, arată caracterul sacru al colanului fie că vizează persoana care-l purta ca stăpân ereditar și sacrosant, deci conducător religios și politic, fie că se referă la divinitatea căreia i se adresează. Se știe că la popoarele germanice și celtice, torques era purtat întocmai ca un semn social distinctiv la care se asocia și caracterul religios și magic al runelor. Ecaterina Dunăreanu-Vulpe a afirmat că un asemenea colan nu putea aparține decât unui șef suprem al unui neam germanic. De asemenea, existența unei inscripții mai vechi, sub cea actuală, confirmă rolul colanului de a fi trecut de la un șef la altul, chiar de la tată la fiu, și de aceea textul inscripționat trebuia împrospătat din scrupul religios.

### Interpretări recente

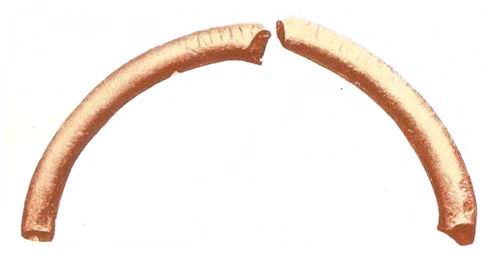
Colanul de aur cu inscripție runică - de Alexandru Odobescu

Colanul de aur poartă o inscripție runică în Elder Futhark, din 15 caractere, în care al șaptelea (probabil ᛟ /o/) a fost în mare parte distrus când colanul a fost tăiat în două de hoți. Runele deteriorate au constituit subiectul unor dezbateri academice, fiind interpretate în diverse feluri, ca indicând ᛃ /j/ (Reichert 1993, Nedoma 1993) sau, posibil, ᛋ /s/ (Looijenga 1997). dacă e să luăm ca ghid fotografia de care dispune Societatea Arundel, atunci, la origine, inscripția se citea astfel:
gutaniowi hailag
ᚷᚢᛏᚨᚾᛁᛟᚹᛁ ᚺᚨᛁᛚᚨᚷ
Acest mod de a o citi a fost aplicat de primii erudiți contactați, adică de Taylor, care traduce „dedicat hailag templului ō-wī(h) goților Gutanī”, și Diculescu (1923), care traduce „închinat (hailag) lui Jupiter (iowī, adică Thor) al goților gutan(ī)”. Düwel (2001), comentând același text, sugerează interpretarea runei ᛟ ca reprezentând ō[þal], astfel că:
gutanī ō[þal] wī[h] hailag
Conform părerii lui Krause (1966), aceasta s-ar traduce ca „sfântă wī(h) (și) inviolabilă hailag moștenire ō(þal) a goților gutanī”. Alți erudiți au interpretat runa ᛟ ca sufix indicând genul feminin: Johnsen (1971) traduce „sfânta hailag relicvă wī(h) (= inelul [altarului]) preoteselor gote gutaniō”; Krogmann (1978), interpretând ᛗ /m/ ca find ᚹᛁ /wi/, traduce „dedicat hailag Mamelor Gote gutaniom (= duhuri păzitoare feminine ale goților)”; Antonsen (2002) traduce „sacrosanctul wī(h)hailag al femeilor gote/femeilor războinice gutaniō”. Interpretând runa deteriorată ca fiind ᛋ /s/, Looijenga (1997) descifrează:
gutanīs wī[h] hailag
Ea susține că gutanīs ar trebui înțeles ca o formă timpurie a termenului got gutaneis, „got”, și wī[h] ca termenul în limba gotă veche weih, „sanctuar”. În urma acestei interpretări, ea traduce întreaga inscripție astfel:
„(obiect) Got. Sacrosanct.” Reichert (1993) sugerează că ar fi posibil ca runa deteriorată să fie citită ca ᛃ /j/, și o interpretează ca înlocuitor al runei j[ēra], prin urmare:
gutanī j[era] wī[h] hailag
Reichert traduce textul ca „an (bun) j(epoca) goților gutanī, sfințit wī(h) (și) inviolabil hailag”. Deși Düwel (2001) și-a exprimat îndoiala privind înțelesul unei asemenea exprimări, Nordgren (2004) sprijină traducerea lui Reichert, văzând inelul ca fiind legat de un rege sacralizat, cu rolul de a sigura o recoltă bogată (reprezentată de ᛃ jera). Pieper (2003) interpretează runa deteriorată ca ᛝ /ŋ/, astfel că:
gutanī [i(ng)]wi[n] hailag
El traduce aceasta astfel: „[lui] Ingwin al goților. Sfânt.”

## Extras din analiza lui Alexandru Odobescu

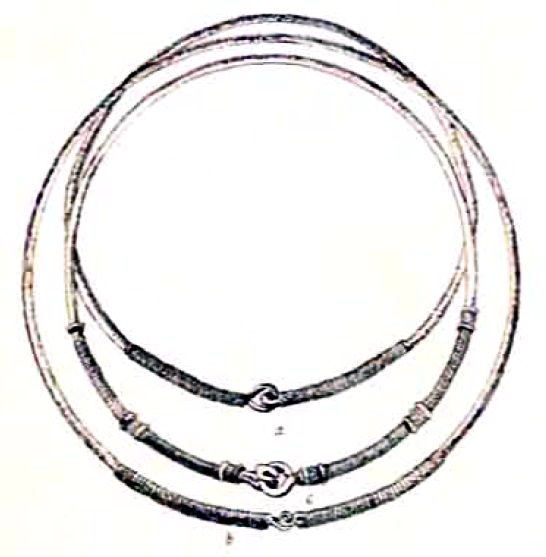
Inelele de la Osztrópatak (1865)

Fără a avea ceva foarte remarcabil în structura sa, cel de-al doilea inel păstrat este probabil, din punct de vedere istoric, cel mai interesant obiect al Tezaurului de la Pietroasa. Într-adevăr, această piesă este deosebit de importantă pentru că este singura care poartă o inscripție și, prin urmare, poate furniza, mai mult decât orice alt indiciu artistic, mijloacele de determinare cu o anumită precizie a epocii și a provenienței obiectelor, fără îndoială mai somptuoase, alături de care a fost descoperit.
Această piesă, scăpată întreagă și nevătămată de pericolele prin care a trecut tezaurul în 1838, a fost unul dintre primele obiecte găsite după furtul din noiembrie 1875; dar, din păcate, atunci când poliția a găsit-o în atelierul unui aurar din București, era complet mutilată; ambele capete lipseau, iar partea centrală a fost tăiată în două bucăți, aproape egale, chiar în mijlocul inscripției. Descrierea obiectului așa cum a fost înainte de mutilarea sa ireparabilă și așa cum apare în desenul atașat, executat cu foarte mare atenție într-un moment în care inelul era încă în perfectă stare.
Acest inel era compus dintr-o tijă cilindrică din aur masiv, galben deschis, cu lungimea de 0,40 m și grosimea la mijloc de 0,012 m lungime, care se subția ușor către extremități; grosimea tijei a lăsat doar o mică elasticitate cercului, al cărui diametru total a fost de 0,153 m. Un fir de aur destul de gros, înfășurat de șaisprezece ori într-o spirală strânsă, întărea sistemul de închidere de la ambele capete ale inelului.
Acesta este un procedeu de consolidare sau un ornament care era folosit la mai multe inele datând din vremea când romanii erau deja stabiliți în Dacia și Pannonia. O descoperire făcută în 1865 la Osztrópatak, în Comitatul Șaroș din Ungaria, conținea o ușoară armilla („brățară” în limba latină) ușoară și simplă de aur, decorată în același fel, dar pe o lungime mai mare decât cea de la Pietroasa. Acesta este și cazul a celor două cercuri de aur, dintre care unul este puțin mai mare (b), în timp ce celălalt este prevăzut suplimentar pe fiecare parte cu trei inele răsucite și rizate (c); aceste două obiecte au fost descoperite în 1846, de către un țăran, într-o carieră din Bucovina pe cursul pârâului Klokusca din apropierea orașului Cernăuți.

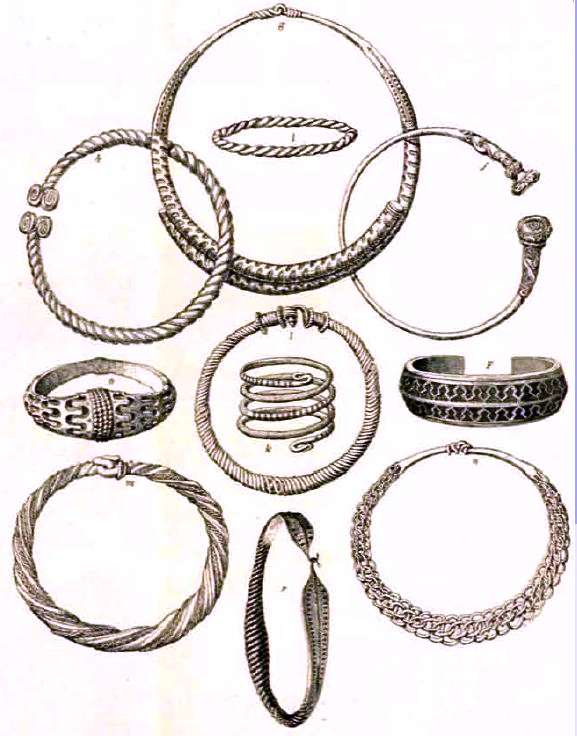
Inele, colane, și brățări găsite la Petrijanec

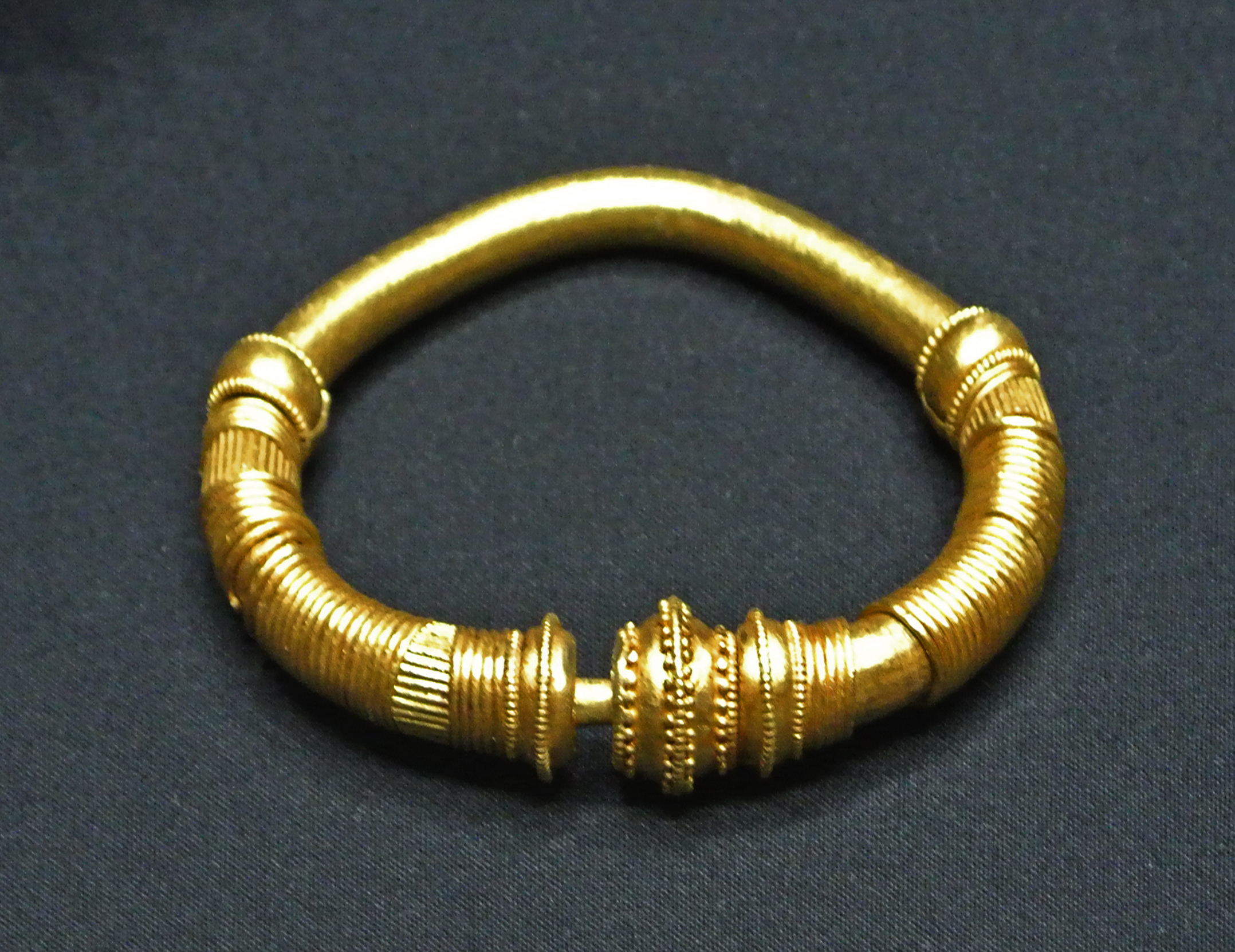
Inel a. Osztrópatak (1790)

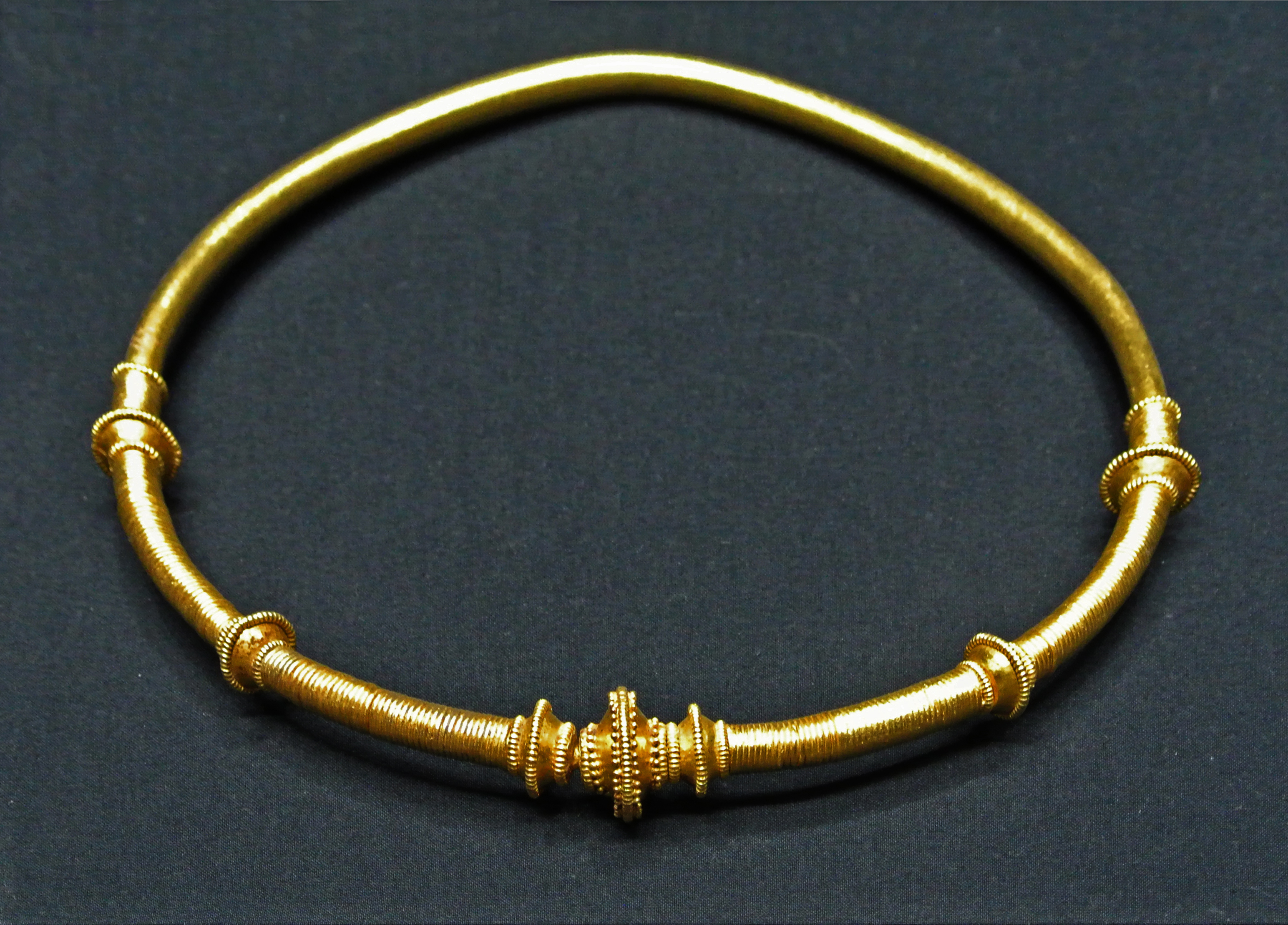
Inel b. Osztrópatak (1790)

Mai observăm că, spre sfârșitul secolului trecut, în 1790, aceeași zonă a localității Osztrópataka i-a furnizat Cabinetului de Antichități din Viena două frumoase bijuterii din aur, ale căror ornamente de același tip sunt executate cu o artă mai desăvârșită mai complicate. Este vorba despre două inele, ale căror curbură aproape eliptică este formată din tuburi groase de aur, montate pe un miez de fier; unul, care poate fi desemnat ca fiind un colier (a), are 0,2 m în diametru; celălalt, o brățară (armilla), are doar 0,08m (b). La ambele, jumătate din circumferință, aceea în care tija, adică tubul, apare mai gros, este învelit într-o torsadă de sârmă groasă de aur, înfășurată foarte strâns și foarte regulat, întreruptă în cinci locuri simetrice de virole proeminente, cu suprafețe dublu fațetate, înconjurate cu mărgele de metal. Virola centrală, care servește ca o încuietoare cu șurub, este triplă; este mult mai dezvoltată decât celelalte patru, dispuse de o parte și de cealaltă. În cele din urmă, să ne amintim, de asemenea, că brățara de argint găsită la Petrijanec, despre care am discutat deja în capitolul anterior ca fiind o armilla romană, este formată în întregime dintr-o spirală răsucită în jurul tijei principale, așa cum erau unele brasarde de bronz cu mai multe spire, folosite de războinicii popoarelor germanice și scandinave antice.
Cele câteva spire de sârmă de aur care înconjurau cele două capete ale brățării (armilla) de la Pietroasa fiind singurul ornament, foarte modest de altfel, pe care această piesă ni-l prezintă în toată structura sa, am considerat necesar să le acordăm de acum încolo atenția pe care o asemenea particularitate o merită; așa că le-am menționat ca un accesoriu, mai mult sau mai puțin util sau decorativ, care se găsește în mai multe bijuterii inelare, folosite atât de romani din timpul Imperiului, cât și de barbarii din nord.
Acestea fiind zise, vom relua, pentru a completa, descrierea detaliată a inelului cu inscripție aparținând tezaurului de la Pietroasa, așa cum a fost descoperit. Sistemul lui de închidere era compus, ca și la inelul simplu, dintr-un ochi și un cârlig. Practic, după ce a fost subțiată considerabil, una dintre extremități a fost pur și simplu îndoită spre exterior pentru a forma cârligul. Celălalt capăt, la care se afla ochiul, a necesitat o prelucrare mai complicată. După ce a fost lățită și aplatizată, i s-a dat o gaură rotundă, cu aceeași dimensiune ca a cârligului. În plus, pentru a ușura pătrunderea vârfului cârligului, s-a format pe marginea inferioară a bordurii care încercuiește ochiul, o adâncitură la fel de mare ca vârful cârligului. Pe scurt, procesul a fost la fel de ușor ca și în cazul inelului precedent și nimic nu împiedică să presupunem că cele două piese ar proveni din același atelier.
Inelul cu inscripție a rămas în această stare până în 1875. Această bijuterie, este singura care nu a trecut prin mâinile albanezului Vérussi, deoarece în timpul căutărilor ulterioare, a fost găsită uitată în podul casei țăranului G. Baciu, și a rămas intactă până în momentul în care, așa cum am spus, a căzut în mâinile mutilatorilor, hoțul Pantazesco și complicele lui, aurarul. Astăzi cele două capete cu fire de aur răsucite elicoidal au dispărut, precum și sistemele de închidere, iar întregul inel este redus la două secțiuni sau fragmente, unul de 0,10 m, celălalt 0,18 m, deci mai puțin de jumătate din ceea ce fusese odinioară.
În starea în care se găsea înainte, acest inel a fost, după cum am spus, una dintre cele mai remarcabile piese ale colecției; acest lucru a fost evident din chiar faptul că acesta conține singura inscripție care există în prezent printre bijuteriile tezaurului de la Pietroasa. Nu putem decât să regretăm pierderea unui al doilea inel asemănător cu acesta, care, potrivit celor care au inventariat tezaurul, ar fi purtat și „litere scrise”, dar aceste litere nu au fost niciodată văzute, după descoperirea din 1857, decât de unii oameni complet ignoranți.
Studiul atent al inscripției care ne rămâne pare să ofere niște noțiuni destul de precise sau cel puțin inducții suficient de autorizate privind întreaga descoperire; așadar, ne propunem să rezumăm aici, cel puțin pe cât posibil, diferitele opinii exprimate începând din 1838 cu privire la natura și semnificația acestei inscripții, care îi conferă un interes atât de mare inelului de aur de la Pietroasa.

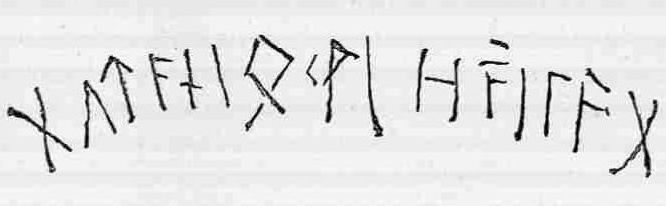
Inscripția runică

Imediat după descoperire, în martie 1840, prințul Mihail Ghica a comunicat directorului cabinetului de antichități de la Viena, răposatul Joseph Arneth, o transcriere a caracterelor gravate pe singurul din cele două inele cu inscripție care a scăpat de distrugere. Această copie, executată cu destul de puțină grijă de către pictorul român Ion Negulici, pe care a dat-o la litografiat la Viena, este chiar mai puțin exactă decât cea indicată pe o miniatură a inelului, desenată fără îndoială de același artist și reprodusă de Arneth.
Mai târziu, el a trimis această planșă oamenilor de știință ai Institutului de Corespondență Arheologică din Roma. Dar, înainte de aceasta, consulul francez din București, dl. Billecocq, îi adresase d-lui Saint-Marc Girardin o scrisoare despre tezaurul de la Pietroasa și, pe 12 mai 1840, Academia de Inscripții și Belles-Lettres din Paris a luat cunoștință de aceasta, precum și de desenele care au însoțit această comunicare. Aceste desene au reprezentat probabil inscripția în același fel în care i-a fost trimisă lui Arneth și ulterior publicată de el.
Cu această ocazie, au fost apoi emise de oamenii de știință din Paris câteva aprecieri asupra antichităților de la Pietroasa. Se pare că, pe baza indicațiilor domnului Billecocq, la examinarea a participat mai activ răposatul academician Berger de Xivrey, care a și redactat imediat o notă privind unele din obiecte, adusă la cunoștința unor persoane de la București și Iași, care erau foarte interesați de admirabilul tezaur descoperit recent în Țara Românească.

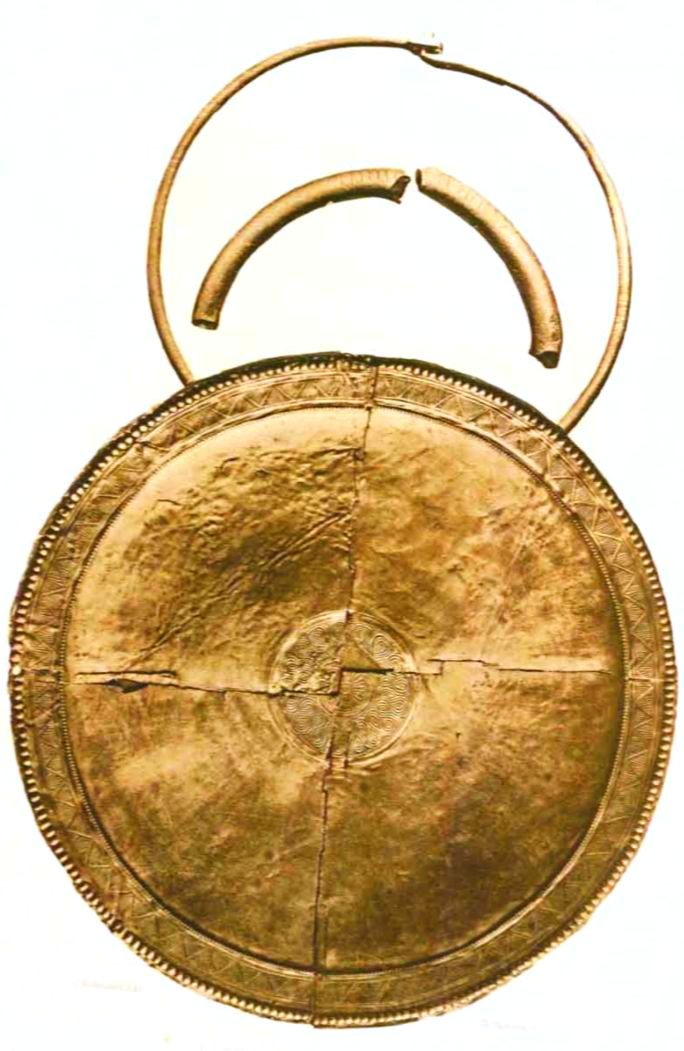
Colanul simplu, cel cu inscripție și talerul

Cu toate acestea, dl. Berger de Xivrey, fără ca noi să o știm, nu a tipărit nimic sub numele său despre antichitățile de la Pietroasa și, de aceea, ne este imposibil să știm dacă la Academia de la Paris a fost făcută prima tentativă de citire și de interpretare a caracterelor gravate pe inel, sau dacă trebuie să îi atribuim acest eseu elenistului grec dl. Greg. Pappadopoulo, care fiind atașat la acea vreme pe lângă casa Prințului Ghica din București, cu siguranță că nu a rămas indiferent față de o astfel de descoperire extraordinară.
În orice caz, încă din această perioadă datează părerea eronată care susține că semnele inscripției erau caractere grecești, fie arhaice, fie scrise cu neglijență, și că, prin alăturarea lor informă, stângace și incorectă, s-ar putea descifra, scrisă de la stânga la dreapta, invocarea Bahică (« Réjouis-toi et bois ! »): Bucură-te și bea!
Este, de altfel, destul de natural ca forma caracterelor gravate foarte grosier pe inel, să dirijeze spiritele pe această cale. Liniile care, grupate pe o lungime de aproximativ șase centimetri, ocupă una dintre fețele laterale pe convexitatea exterioară a inelului, de partea opusă sistemului de închidere, au înălțimea cuprinsă între 0,006 m și 0,009 m; ele constau din linii, mai mult sau mai puțin drepte și lungi, trasate la mică adâncime pe aur, cu o lovitură ezitantă și destul de stângace; acestea prezintă poziții mai degrabă verticale și oblice. Liniile orizontale și liniile ușor curbate reprezintă o excepție. Pe scurt, dacă luăm în considerare cu atenție toate trăsăturile de daltă, indiferent cât de adânci sunt, putem presupune că tăișul sculei a lovit de treizeci și nouă de ori suprafața metalică, lăsând acolo, de fiecare dată, o adâncitură, mai mult sau mai puțin distinctă, în scopul formării a cel mult șaisprezece grupuri diferite, corespunzând la tot atâtea litere sau caractere. Poate fi riscant să spunem că distanța dintre al șaselea grup de crestături și al șaptelea este ceva mai mare decât celelalte, dar, în mod clar, acest aspect este evident în ceea ce privește distanța care separă al unsprezecelea caracter de cel de-al zecelea. De asemenea, la început, a existat tendința să se împartă toată inscripția în trei seturi de semne, primul format primele șase litere, al doilea din trei sau patru, și ultimul din cele șase caractere de la sfârșit. Acest sentiment a prevalat în permanență asupra altor divizări, mai mult sau mai puțin arbitrare, pentru a interpreta sensul inscripției runice, el a eliminat cele două caractere X extreme, pe care le-a considerat cruci sau alte ornamente fără semnificație, și a citit cuvintele pe care le-a explicat ca fiind urări de noroc ce se regăsesc la poeții germani din secolul al XII-lea: Gluck, frei von Bedraengniss! (Sois heureux, libre de soucis !) Fii fericit, fără griji! Prin urmare, în ochii filologului german, nimic din această inscripție nu ducea la goți, nici forma runelor și nici termenii.